# Star Wars: A klónok háborúja (televíziós sorozat)
A Star Wars: A klónok háborúja (eredeti cím: Star Wars: The Clone Wars) egy 2008 és 2020 között vetített, George Lucas által készített amerikai televíziós 3D-s számítógépes animációs sorozat. A széria sugárzását egy mozifilm bemutatása előzte, meg, amelyet két hónappal később a sorozatot leadó Cartoon Networkön is látható volt. A munkálatokat Lucasfilm Animation Ltd. és szingapúri részlege, valamint a CGCG Inc cég végezték.
A történet a Csillagok háborúja kitalált univerzumában játszódik, a Csillagok háborúja II: A klónok támadása és a Csillagok háborúja III: A Sith-ek bosszúja közti három év történéseit öleli fel, hasonlóan a korábbi, 2003-as Klónok háborúja rajzfilmsorozattal. A két sorozat közül a közvetlenül George Lucas felügyelete és irányítása alatt készült 2008-as széria meséli el a háború hivatalos történetét, egyfajta "lábjegyzetként szolgálva Anakin Skywalker történetében".
A sorozat készítése során a felügyelő rendezői feladatokat az Avatár – Aang legendája egyik készítője, Dave Filoni látta el. A HD minőségű, több mint 100 részes széria minden epizódjának játékideje 22 perc.
A sorozatot Magyarországon a Cartoon Network mutatta be 2009-ben, majd nem sokkal később az RTL Klub is műsorra tűzte, azonban az új részeket először a Cartoon Networkön adják. Később az AXN is bemutatta a hatodik évadot országos premierként.

## Gyártás
Sugárzását a Cartoon Network indította el 2008. október 3-án, Magyarországon 2009. február 8-tól adják. Történetileg a Csillagok háborúja II: A klónok támadása és a Csillagok háborúja III: A Sith-ek bosszúja filmek közé helyezhető, nagyjából egy időbe a korábbi, 2003-as Csillagok háborúja: Klónok háborúja sorozattal. A harmadik évad 2010. szeptember 17-től 2011. március 26-ig futott az Egyesült Királyságban, illetve április 1-jéig az Egyesült Államokban. Ez évadot Magyarországon 2011. április 7-étől sugározza a Cartoon Network.
A sorozat a Galaktikus Köztársaság és a Független Rendszerek Konföderációja közti konfliktussal foglalkozik. Titokban azonban mindkét oldalt a gonosz Sith nagyúr irányítja, hol Palpatine főkancellár, hol Darth Sidious alakjában, aki amellett, hogy a polgárháború kirobbantásával a galaxis feletti uralmat akarja megszerezni, egyre inkább a befolyása alá vonja Anakin Skywalker Jedi lovagot.
Amikor a Disney felvásárolta a Lucasfilmet, bejelentette, hogy a Disney XD-re egy másik sorozatot szeretnének, így a törölte a Klónok háborúját. Az utolsó befejezett epizódok a 2013-ban bejelentett 6. évadban kerültek bemutatásra, a félbemaradt, vagy el nem varrt történetszálak képregények és könyvek formájában került a rajongók elé.
A Disney a San Diegó-i Comic-Con-on bejelentette, hogy a "Klónok háborúja megmenekült" és 2019-ben elkészült a 7. évad. A sorozat Disney streaming szolgáltatásán, a Disney +-on látható.

## Szereplők

### Főszereplők
| Szereplő                   | Eredeti hang        | Magyar hang |
| -------------------------- | ------------------- | --- |
| Anakin Skywalker           | Matt Lanter         | Moser Károly |
| Lom Pyke                   | Matt Lanter         | Gubányi György István (1. hang) Láng Balázs (2. hang) Sótonyi Gábor (3. hang)                                                 |
| Obi-Wan Kenobi             | James Arnold Taylor | Anger Zsolt (1-5. évad) Haagen Imre (6-7. évad)                                                                               |
| Plo Koon                   | James Arnold Taylor | Forgács Gábor (1. évad és 3-6 .évad) Várkonyi András (2. évad)                                                                |
| Osi Sobeck                 | James Arnold Taylor | Törköly Levente |
| Ahsoka Tano                | Ashley Eckstein     | Molnár Ilona |
| Rex százados               | Dee Bradley Baker   | Berzsenyi Zoltán Tóth Zoltán (1x14. rész) Makranczi Zalán (3x06. rész) Várkonyi András (4x01. rész) Bolla Róbert (5x19. rész) |
| Cody parancsnok            | Dee Bradley Baker   | Mesterházy Gyula (1-4. évad) Gubányi György István (3x02. és 3x09. rész) Varga Rókus (5x08. rész) Tokaji Csaba (7. évad)      |
| Klónkatonák                | Dee Bradley Baker   | Varga Rókus |
| Grievous tábornok          | Matthew Wood        | Faragó András (1-4. évad) Törköly Levente (5. évadtól)                                                                        |
| B1-es rohamdroidok         | Matthew Wood        | Molnár Levente Kossuth Gábor (1-2. évad)                                                                                      |
| Wat Tambor                 | Matthew Wood        | Várkonyi András Dózsa Zoltán (7. évad)                                                                                        |
| Kicsi Poggle               | Matthew Wood        | Eredeti hang |
| Narrátor                   | Tom Kane            | Várkonyi András |
| Yoda                       | Tom Kane            | Versényi László (1-5. évad) Szacsvay László (6-7. évad)                                                                       |
| Wullf Yularen              | Tom Kane            | Jakab Csaba |
| Padmé Amidala              | Catherine Taber     | Zsigmond Tamara (1. évad) Csondor Kata (2-7. évad)                                                                            |
| Mace Windu                 | Terrence C. Carson  | Kőszegi Ákos |
| Dooku gróf / Darth Tyranus | Corey Burton        | Szilágyi Tibor (1-5. évad) Vass Gábor (6. évad)                                                                               |
| Cad Bane                   | Corey Burton        | Forgács Gábor (1. és 3-5. évad) Háda János (2. évad)                                                                          |
| Ziro, a hutt               | Corey Burton        | Besenczi Árpád (1. hang) Forgács Gábor (2. hang) Scherer Péter (3. hang)                                                      |
| Asajj Ventress             | Nika Futterman      | Varga Klára |
| Bail Organa                | Phil LaMarr         | Varga Gábor (1. hang) Király Attila (2. hang) Varga Rókus (3. hang)                                                           |
| Kit Fisto                  | Phil LaMarr         | Miller Zoltán (1. hang) Varga Rókus (2. hang) Welker Gábor (3. hang)                                                          |
| Orn Free Taa               | Phil LaMarr         | Sipos Imre |
| Mas Amedda                 | Stephen Stanton     | Vári Attila (1. hang) Péter Richárd (2. hang)                                                                                 |
| Wilhuff Tarkin             | Stephen Stanton     | Gubányi György István (1. hang) Zöld Csaba (2. hang)                                                                          |
| Bo-Katan Kryze             | Katee Sackhoff      | Györfi Laura (4. évad) Czirják Csilla (5. évad) Bogdányi Titanilla (7. évad)                                                  |
| Darth Maul                 | Sam Witwer          | Rajkai Zoltán (4. évad) Galambos Péter (5. és 7. évad)                                                                        |
| A Fiú                      | Sam Witwer          | Makranczi Zalán Sipos Imre (Kis idegen lényként)                                                                              |

### Mellékszereplők
| Szereplő                        | Eredeti hang                                                              | Magyar hang |
| ------------------------------- | ------------------------------------------------------------------------- | --- |
| Sheev Palpatine / Darth Sidious | Ian Abercrombie (1-5. évad) Tim Curry (5-6. évad) Ian McDiarmid (7. évad) | Gruber Hugó (2. évad, 15. részig) Szélyes Imre (2. évad, 14. részben és 18. résztől) Forgács Gábor (7. évad)        |
| Gwarm                           | Greg Baldwin                                                              | TBA |
| Tera Sinube                     | Greg Baldwin                                                              | Perlaki István |
| Jar Jar Binks                   | Ahmed Best (1-6. évad) Phil LaMarr (1. évad)                              | Bicskey Lukács (1-5. évad) Hamvas Dániel (6. évad)                                                                  |
| Csupa öt / Ötös / Fives         | Dee Bradley Baker                                                         | Tokaji Csaba (1. hang) Makranczi Zalán (2. hang) Varga Rókus (3. hang)                                              |
| Visszhang / Echo                | Dee Bradley Baker                                                         | Dányi Krisztián (1. hang) Varga Rókus (2. hang)                                                                     |
| Jesse                           | Dee Bradley Baker                                                         | Betz István (1. hang) Szabó Máté (2. hang) Pál Tamás (3. hang)                                                      |
| Kix                             | Dee Bradley Baker                                                         | Maday Gábor (1. hang) Horváth-Töreki Gergely (2. hang) Szatmári Attila (3. hang)                                    |
| Vadász (Hunter)                 | Dee Bradley Baker                                                         | Király Adrián |
| Zúzó (Wrecker)                  | Dee Bradley Baker                                                         | Bognár Tamás |
| Tech                            | Dee Bradley Baker                                                         | Szabó Máté |
| Célkereszt (Crosshair)          | Dee Bradley Baker                                                         | Horváth Illés |
| Bossk                           | Dee Bradley Baker                                                         | Zöld Csaba |
| Trench admirális                | Dee Bradley Baker                                                         | Szombathy Gyula (2. évad) Bognár Tamás (6. évad) Láng Balázs (7. évad)                                              |
| Savage Opress                   | Clancy Brown                                                              | Epres Attila (1. hang) Galambos Péter (2. hang)                                                                     |
| Hondo Ohnaka                    | Jim Cummings                                                              | Barbinek Péter |
| Luminara Unduli                 | Olivia d'Abo                                                              | Sánta Annamária (1. hang) Vadász Bea (2. hang)                                                                      |
| C-3PO                           | Anthony Daniels                                                           | Józsa Imre |
| Rush Clovis                     | Robin Atkin Downes                                                        | Széles Tamás (1. hang) Bozsó Péter (2. hang)                                                                        |
| Cham Syndulla                   | Robin Atkin Downes                                                        | Csőre Gábor |
| Lott Dod                        | Gideon Emery                                                              | Barbinek Péter (1. hang) Végh Péter (2. hang)                                                                       |
| Mee Deechi                      | Gideon Emery                                                              | Epres Attila (1. hang) Forgács Péter (2. hang)                                                                      |
| Pre Vizsla                      | Jon Favreau                                                               | Berzsenyi Zoltán |
| Embo                            | Dave Filoni                                                               | Bognár Tamás |
| Ki-Adi-Mundi                    | Brian George                                                              | Csuha Lajos (2., 7. évad) Barbinek Péter (6. évad)                                                                  |
| Katuunko király                 | Brian George                                                              | Besenczi Árpád (1. évad) Barbinek Péter (3. évad)                                                                   |
| Talzin anya                     | Barbara Goodson                                                           | Andai Györgyi (1. hang) Halász Aranka (2. hang)                                                                     |
| Satine Kryze                    | Anna Graves                                                               | Ősi Ildikó |
| Sugi                            | Anna Graves                                                               | Pálmai Anna |
| Meena Tills                     | Anna Graves                                                               | Nádasi Veronika |
| Aayla Secura                    | Jennifer Hale                                                             | Pikali Gerda (1. évad) Törtei Tünde (2. évad)                                                                       |
| Riyo Chuchi                     | Jennifer Hale                                                             | Csifó Dorina (1. évad) Erdős Borcsa (3. évad)                                                                       |
| Almec                           | Julian Holloway                                                           | Rosta Sándor (1. hang) Láng Balázs (2. hang)                                                                        |
| Nute Gunray                     | Tom Kenny                                                                 | Végh Péter |
| Tan Divo                        | Tom Kenny                                                                 | Rajkai Zoltán (1. hang) Csőre Gábor (2. hang)                                                                       |
| Greedo                          | Tom Kenny                                                                 | Gubányi György István                                                                                               |
| Aurra Sing                      | Jaime King                                                                | Pálfi Kata Téglás Judit (1. évad, 22. rész)                                                                         |
| Boba Fett                       | Daniel Logan                                                              | Timon Barna |
| Gregar Typho                    | James C. Mathis III                                                       | Miller Zoltán (1x17. rész) Maday Gábor (1x18. és 2x03. rész) Makranczi Zalán (3x07. rész) Bordás János (6x06. rész) |
| Halle Burtoni                   | Jameelah McMillan                                                         | Ullmann Zsuzsa (1. hang) Agócs Judit (2. hang)                                                                      |
| Neeyutnee királynő              | Jameelah McMillan                                                         | Nádorfi Krisztina                                                                                                   |
| Adi Gallia                      | Angelique Perrin                                                          | Hirling Judit (2. hang) Balsai Móni (3. hang) Nádasi Veronika (4. hang)                                             |
| Jabba, a hutt                   | Kevin Michael Richardson                                                  | Eredeti hang |
| Barriss Offee                   | Meredith Salenger                                                         | Bogdányi Titanilla                                                                                                  |
| Lux Bonteri                     | Jason Spisak                                                              | Czető Roland (1. hang) Sánta László (2. hang) Szatory Dávid (3. hang)                                               |
| Shaak Ti                        | Tasia Valenza                                                             | Kéri Kitty |
| Nala Se                         | Gwendoline Yeo                                                            | Mezei Kitty |

### Kiemelt szereplők
| Szereplő                | Eredeti hang      | Magyar hang                                                                                  |
| ----------------------- | ----------------- | -------------------------------------------------------------------------------------------- |
| Shmi Skywalker          | Pernilla August   | Hirling Judit                                                                                |
| Lama Su                 | Bob Bergen        | Csuha Lajos                                                                                  |
| Gial Ackbar             | Artt Butler       | Schneider Zoltán (1. hang) Rosta Sándor (2. hang)                                            |
| Jocasta Nu              | Flo Di Re         | Kassai Ilona                                                                                 |
| Pong Krell              | Dave Fennoy       | Papp János (1. hang) Vass Gábor (2. hang)                                                    |
| Darth Bane              | Mark Hamill       | Háda János                                                                                   |
| Saw Gerrera             | Andrew Kishino    | Zöld Csaba                                                                                   |
| Qui-Gon Jinn            | Liam Neeson       | Galambos Péter                                                                               |
| Dengar                  | Simon Pegg        | Szabó Máté                                                                                   |
| Mon Mothma              | Kath Soucie       | Sipos Eszter Anna (1. hang) Bálizs Anett (2. hang)                                           |
| Lok Durd                | George Takei      | Konrád Antal                                                                                 |
| Huyang                  | David Tennant     | Fazekas István                                                                               |
| Moralo Eval             | Stephen Stanton   | Czvetkó Sándor                                                                               |
| Todo 360                | Seth Green        | Kossuth Gábor                                                                                |
| Nahdar Vebb             | Tom Kenny         | Láng Balázs                                                                                  |
| 99                      | Dee Bradley Baker | Jakab Csaba                                                                                  |
| Nehéz (Heavy)           | Dee Bradley Baker | Welker Gábor                                                                                 |
| Waxos / Waxer           | Dee Bradley Baker | Welker Gábor (1. hang) Tóth Roland (2. hang) Varga Rókus (3. hang)                           |
| Ököl / Boil             | Dee Bradley Baker | Zámbori Soma (1. hang) Betz István (2. hang)                                                 |
| Hardcase                | Dee Bradley Baker | Tóth Roland (1. hang) Papucsek Vilmos (2. hang)                                              |
| Dogma                   | Dee Bradley Baker | Maday Gábor (1. hang) Horváth Andor (2. hang)                                                |
| Tup                     | Dee Bradley Baker | Varga Gábor (1. hang) Dányi Krisztián (2. hang)                                              |
| Vagdalt / Bohóc / Cutup | Dee Bradley Baker | Sörös Miklós                                                                                 |
| Droidcsali / Droidbait  | Dee Bradley Baker | Renácz Zoltán                                                                                |
| Fox parancsnok          | Dee Bradley Baker | Varga Rókus (1. hang) Welker Gábor (2. hang)                                                 |
| Gregor                  | Dee Bradley Baker | Dányi Krisztián                                                                              |
| Wolffe parancsnok       | Dee Bradley Baker | Dolmány Attila (1. hang) Varga Rókus (2. hang) Maday Gábor (3. hang) Horváth Illés (4. hang) |
| Slick                   | Dee Bradley Baker | Miller Zoltán                                                                                |

## Magyar változat
A szinkront a Mafilm Audio Kft. készítette.
- Magyar szöveg: Tóth Tamás, Boros Karina
- Hangmérnök: Erdélyi Imre, Gábor Dániel, Illés Gergely, Kardos Péter, Tóth Péter Ákos
- Vágó: Kajdácsi Brigitta, Simkóné Varga Erzsébet
- Gyártásvezető: Kablay Luca
- Szinkronrendező: Nikodém Zsigmond, Tabák Kata
- Felolvasó: Bozai József

### További magyar hangok
- Agócs Judit – Cato Parasitti, Mina Bonteri, Halle Burtoni (2. hang)
- Andai Györgyi – Talzin anya (1. hang)
- Andrusko Marcella – Trace Martez
- Anger Zsolt – Rako Hardeen
- Balsai Móni – Adi Gallia (3. hang)
- Baráth István – Hotshot klónkadét, Petro
- Barbinek Péter – Lott Dod (1. hang), Katuunko király (3. évad), Chata Hyoki, Rigosso őrnagy
- Bartók László – Klón pilóta (1x19. rész)
- Bácskai János – Loubo, Ziton Moj, Oruba, a hutt
- Bálizs Anett – Mon Mothma (2. hang), Twi'lek táncoslány (3x09. rész)
- Beratin Gábor – Punch, Savatte
- Berkes Bence – Zatt
- Berkes Boglárka – Katooni (1. hang)
- Bertalan Ágnes – Julia királynő
- Betz István – Jesse (1. hang), Ököl/Boil (2. évad)
- Breyer Zoltán – Barb Mentir, Robonino (1. évad)
- Berzsenyi Zoltán – Pre Vizsla, Gume Saam, Klónkatona (2x03. rész)
- Besenczi Árpád – Katuunko király (1. évad), Ziro, a hutt (1. évad)
- Bogdán Gergő – Jek Lawquane
- Bogdányi Titanilla – Barris Offee, A Leány, Bo-Katan Kryze (7. évad)
- Bognár Tamás – Trench admirális (6. évad), Embo, Frangawl klán vezér, Zúzó/Wrecker
- Bolla Róbert – Szuper Taktikai Droid, Rex százados (4. hang), Otua Blank, Oked
- Borbiczki Ferenc – Brick mesterfőnök, Droogan, Agruss, Tandin tábornok
- Bordás János – Anaxes-i légiirányító
- Bozsó Péter – Rush Clovis (2. hang)
- Cs. Németh Lajos – Yoda (2. hang), Ki-Adi-Mundi (3. hang), Preigo
- Csifó Dorina – Riyo Chuchi (1. évad), Dono
- Csőre Gábor – Cham Syndulla, Tan Divo hadnagy (2. hang)
- Csuha Bori – Rig Nema
- Csuha Lajos – Kilian admirális, Lama Su, Nix Card, Joseph, Nossor Ri (1. hang)
- Csuja Imre – Gha Nachkt
- Csurka László – Ramsis Dendup
- Czető Roland – Lux Bonteri (1. hang), Korkie Kryze (2. hang), Klónkadét (3x02. rész)
- Czifra Krisztina – Letta Turmond
- Czirják Csilla – Bo-Katan Kryze (5. évad)
- Czvetkó Sándor – Moralo Eval
- Dányi Krisztián – Tup (2. hang), Visszhang/Echo (1. hang), Gregor
- Dézsy Szabó Gábor – Coburn admirális (2. hang), Cin Drallig
- Dolmány Attila – Wolffe parancsnok (1. hang), O'Niner őrmester, Tal Merrik, Bail Organa (3. hang), Feral, Jinx, Mandalore-i rendőrkapitány
- Dózsa Zoltán – Wat Tambor (7. évad)
- Előd Botond – Trandoshan elítélt
- Epres Attila – Főintendáns, Mak Plain, Mee Deechi (1. hang), Savage Opress (1. hang)
- Erdős Borcsa – Riyo Chuchi (3. évad), a Higgadtság papnője
- Élő Balázs – Sketch
- F. Nagy Erika – Ione Marcy
- Fazekas István – Huyang, Silman
- Fehér Péter – Zygerria-i rabszolgatartó
- Fekete Zoltán – Szuper Taktikai Droid (7. évad)
- Fellegi Lénárd – Nilim Bril, Klón pilóta (1x19. rész)
- Fodor Tamás – Robonino (3. évad)
- Forgács Gábor – Turk Falso, Sib Canay, Cad Bane (1. és 3-5. évad), Onaconda Farr (2. évad), Ziro, a hutt (2. évad)
- Forgács Péter – El-Les mesterfőnök, Siddiq, Mee Deechi (2. hang)
- Gacsal Ádám – Amis, Klónkadét (3x02. rész)
- Galambos Péter – Darth Maul (2. hang), Savage Opress (2. hang), Qui-Gon Jinn
- Galkó Balázs – Nossor Ri (2. hang)
- Gay Ágota – Pluma Sodi
- Gubányi György István – Cody parancsnok (2. hang), Wilhuff Tarkin kapitány (1. hang), Lom Pyke (1. hang), Greedo, Dar,
- Györfi Laura – Soniee
- Haagen Imre – Jek
- Halász Aranka – Talzin anya (2. hang)
- Hamvas Dániel – Coburn admirális (1. hang), Spark
- Harmath Imre – Finis Valorum
- Harsányi Gábor – Meebur Gascon ezredes
- Háda János – Mar Tuuk, Shahan Alama, Cad Bane (2. évad)
- Hirling Judit – Shmi Skywalker, Adi Gallia (2. hang)
- Honti Molnár Gábor – TB-2 Orvos droid
- Holl Nándor – Szenátusi testőr (1x22. rész)
- Horváth Andor – Dogma (2. hang)
- Horváth Illés – Wolffe parancsnok (4. hang), Dilibogyó/Odd Ball klónpilóta, Halálőrségi katona, Célkereszt/Crosshair
- Horváth-Töreki Gergely – Kix (2. hang), Gar Saxon
- Illyés Mari – Jimba
- Jakab Csaba –  HELIOS-3E orgyilkos droid, 99
- Jantyik Csaba – Amit Noloff
- Joó Gábor – Malevolence hangosbemondó
- Juhász György – TB-2 Orvos droid
- Kanyó Kata – Rafa Martez
- Kapácsy Miklós – Árnyék 11 klónpilóta, Taktikai droid, Toydariai testőr, Halálőrségi katona, Jedi Templom őr
- Kardos Róbert – Weequay kalóz, Mandalorei rendőrtiszt
- Kassai Ilona – Jocasta Nu, Daka
- Kárpáti Tibor – Darts D'Nar, Ima-Gun Di, Darth Sidious
- Kelemen Kata – Latts Razzi
- Kéri Kitty – Shaak Ti
- Király Adrián – Vadász/Hunter
- Király Attila – Bail Organa (2. hang), Jerec
- Kisfalusi Lehel – Klónpilóta, Klónkatona (6x03. rész)
- Kisfalvi Krisztina – Dr. Sionver Boll
- Kis Horváth Zoltán – Klónpilóta (7. évad)
- Kiss Bernadett – Numa
- Kokas Piroska – Lagos, Che Amanwe Papanoida
- Koncz István – Suhanó/Swoop klónpilóta, Weequay kalóz, Sifo-Dyas
- Konrád Antal – Lok Durd
- Koroknay Géza – Notluwiski Papanoida báró
- Kossuth Gábor – Rohamdroid (1-2. évad), Todo 360, EV-A4-D, WAC-47, Morley
- Lamboni Anna – a Derű papnője
- Láng Balázs – Bly parancsnok, Nahdar Vebb, Silood, Aramis, Almec (2. hang), Lom Pyke (2. hang), Trench admirális (7. évad)
- Lipcsey-Colini Borbála – a Zűrzavar papnője
- Maday Gábor – Dogma (1. hang), Kix (1. hang), Pulsar, Jet parancsnok, Wolffe parancsnok (3. hang), Typho kapitány (1x18. és 2x03. rész), Bravo szakaszos klónkadét (3x01. rész)
- Magyar Attila – Boss Lyonie (1. hang), Tagoo
- Makranczi Zalán – Csupa öt/Ötös/Fives (2. hang), Stone parancsnok, Dao admirális, Quinlan Vos, Typho kapitány (3. évad), A Fiú
- Mertz Tibor – Jiro
- Mezei Kitty – Nala Se, Rook Kast
- Miller Zoltán – Slick őrmester, Typho kapitány (1x17. rész)
- Molnár Levente – AZI-345211896246498721347, Klónkadét (2x20. rész)
- Nádasi Veronika – Meena Tills, Adi Gallia (4. hang)
- Nádorfi Krisztina – Neeyutnee királynő, Peppi Bow, Rumi Paramita
- Németh Kriszta – Lolo Purs
- Orosz István – Even Piell, Riff Tamson, Roos Tarpals tábornok
- Ősi Ildikó – Satine Kryze, Trella Bare'Ah
- Pap Katalin – Suu Lawquane, Steela Gerrera, Ursa Wren
- Papp Dániel – O-Mer
- Papp János – Pong Krell (1. hang)
- Papucsek Vilmos – Faltörő/Kickback klónpilóta, Árnyék 12 klónpilóta, Hardcase (2. hang), Saesee Tiin (2. hang), Pyke őr
- Pál Tamás – Dilanni, Goji klónpilóta, Jesse (3. hang)
- Pálfai Péter – Tee Va, Dr. Zaz
- Pálfi Kata – Aurra Sing, Chi Eekway Papanoida
- Pálmai Anna – Sugi, Tiplar
- Pálmai Szabolcs – Sólyom/Hawk klónpilóta (1. hang)
- Pekár Adrienn – Ganodi
- Perlaki István – Tera Sinube
- Péter Richárd – Mas Amedda (2. hang)
- Pokorny Lia – Miraj Scintel
- Potocsny Andor – Taktikai droid (1x20. és 21. rész)
- Rajkai Zoltán – Mandalorei merénylő, Tan Divo hadnagy (1. hang), Darth Maul (1. hang)
- Renácz Zoltán – Droidcsali/Droidbait, Gobi Glie, Ion Papanoida, Jester
- Reviczky Gábor – Nakha Urus Dózse
- Rosta Sándor – Appo őrmester (1. hang), Chi Cho, Garnac, Almec (1. hang), Gial Ackbar kapitány (2. hang), Roshti kormányzó
- Rudas István – Tee Watt Kaa, Casiss
- Sarádi Zsolt – Bardottai őr
- Sági Tímea – Angyal
- Sánta László – Lux Bonteri (2. hang)
- Sárközi József – Faro Argyus százados
- Scherer Péter – Ziro, a hutt (3. évad)
- Schneider Zoltán – Colt ARC parancsnok, Havoc ARC parancsnok, Blitz ARC parancsnok, Rish Loo, Gial Ackbar kapitány (1. hang)
- Schnell Ádám – Sanjay Rash
- Seder Gábor – Széles/Árnyék 3 klónpilóta
- Seres Dániel – Mandalorei rendőrtisz
- Simon Kornél – Bökő/Axe klónpilóta
- Sipos Eszter Anna – Mon Mothma (1. hang), Cassie Cryar, Teckla Minnau, Karis, Tiplee, Tryla, Katooni (2. hang)
- Sipos Imre – Orn Free Taa, A Fiú (3x16. rész, kis idegen lényként)
- Solecki Janka – Kalifa
- Sótonyi Gábor – Lom Pyke (3. hang)
- Sörös Miklós – Sólyom/Hawk klónpilóta (3. hang), Bohóc/Vagdalt/Cutup, Keeli százados
- Stern Dániel – Gree parancsnok, OOM-10
- Szabó Éva – Nagy Karina Geonosisi királynő
- Szabó Máté – Dengar, Wag Too, Jesse (2. hang), Tech
- Szalay Csongor – Whiplash klónkadét
- Szatmári Attila – Bolla Ropal, Gray kapitány, Kix (3. hang), Vaughn százados, Fife
- Szatory Dávid – Lee-Char, Lux Bonteri (3. hang)
- Széles Tamás – Rush Clovis (1. hang)
- Szkárosi Márk – Crys
- Szombathy Gyula – Trench admirális (2. évad)
- Szvetlov Balázs – Jax klónkadét, Jaybo Hood, Korkie Kryze (1. hang)
- Tahi Tóth László – Az Atya
- Takátsy Péter – Rohamdroid (1. évad), Marg Krim
- Talmács Márta – BNI-393
- Tarján Péter – Onaconda Farr (1. évad), Dr. Nuvo Vindi, Saesee Tiin (1. hang)
- Téglás Judit – Aurra Sing (1x22. rész)
- Tokaji Csaba – Csupa öt/Ötös/Fives (1. hang), Cody parancsnok (7. évad), Sterling, Gus, további magyar hang (6. évad)[6]
- Tóth Roland – Tip-Top/Tucker klónpilóta, Gyapjas/Wooley, Waxos/Waxer (2. évad), Hardcase (1. hang), Trap hadnagy, Sinker őrmester, Mandalorei testőr, Halálőrségi katona
- Tóth Zoltán – Rex százados (1x14. rész), Lo-Taren
- Törköly Levente – Aut-O Szuper Taktikai Droid, Osi Sobeck, Katt Mol, Kindalo, Boss Lyonie (2. hang)
- Törtei Tünde – Protokoll Droid, a Düh papnője
- Ullmann Zsuzsa – Halle Burtoni (1. hang)
- Varga Gábor – Ris, Crasher őrmester, Cut Lawquane, Tup (1. hang), Bail Organa (1. hang)
- Varga Rókus – Kit Fisto (2. hang), Bail Organa (4. hang), Árnyék 4 klónpilóta, Varacskos/Warthog klónpilóta, Fogas/Denal, Kilences/Niner, Bel, Boost, Kosmos, Razor, Scythe, Havoc, Edge, Redeye, Mixer, Zöld vezér, Hound őrmester, Lock százados, Thire parancsnok, Fil parancsnok, Ponds parancsnok, Fox parancsnok (1. hang), Monk parancsnok, Appo őrmester (2. hang), Wolffe parancsnok (2. hang), Sólyom/Hawk klónpilóta (2. hang)
- Várday Zoltán – Christo
- Vári Attila – Lopakodó hajó klón technikus, Ütős/Slammer klónpilóta, Stew őrmester, Stak, Mas Amedda (1. hang), Bannamu
- Várkonyi András – Wat Tambor, Zinn Paulness, Rex százados (3. hang), Yoda (4. hang)
- Vass Gábor – Szuper rohamdroid, Pong Krell (2. hang)
- Végh Péter – Lott Dod (2. hang)
- Welker Gábor – Waxos/Waxer (1. évad), Nehéz/Heavy, Chopper, Thorne parancsnok, Eeth Koth, Kit Fisto (3. hang), Fox parancsnok (2. hang)
- Wégner Judit – Orphne
- Zakariás Éva – a Szomorúság papnője
- Zámbori Soma – Ököl/Boil (1. hang)
- Zágoni Zsolt – Castas
- Zöld Csaba – Bossk, Seripas, Atai Molec, Saw Gerrera, Wilhuff Tarkin kapitány (2. hang)

## Epizódok
| Évad               | Évad | Epizódok | Eredeti sugárzás     | Eredeti sugárzás  | Eredeti adó    | Magyar sugárzás   | Magyar sugárzás   | Magyar adó     |
| Évad               | Évad | Epizódok | Évadpremier          | Évadfinálé        | Eredeti adó    | Évadpremier       | Évadfinálé        | Magyar adó     |
| ------------------ | ---- | -------- | -------------------- | ----------------- | -------------- | ----------------- | ----------------- | -------------- |
|                    | 1.   | 22       | 2008. október 3.     | 2009. március 20. | CartoonNetwork | 2009. február 8.  | 2009. július 5.   | CartoonNetwork |
|                    | 2.   | 22       | 2009. október 2.     | 2010. április 30. | CartoonNetwork | 2010. április 8.  | 2010.             | CartoonNetwork |
|                    | 3.   | 22       | 2010. szeptember 17. | 2011. április 1.  | CartoonNetwork | 2011. április 7.  | 2011. június 16.  | CartoonNetwork |
|                    | 4.   | 22       | 2011. szeptember 16. | 2012. március 16. | CartoonNetwork | 2012. április 9.  | 2012. május 8.    | CartoonNetwork |
|                    | 5.   | 20       | 2012. szeptember 29. | 2013. március 2.  | CartoonNetwork | 2013. április 15. | 2013. május 10.   | CartoonNetwork |
|                    | 6.   | 13       | 2014. február 15.    | 2014. március 8.  | Netflix        | 2015. december 5. | 2016. január 23.  | AXN Black      |
| 2015. december 25. | 6.   | 13       | 2014. február 15.    | 2014. március 8.  | Netflix        | 2016. január 12.  | Viasat 6          |                |
|                    | 7.   | 12       | 2020. február 21.    | 2020. május 4.    | Disney+        | 2022. április 24. | 2022. április 24. | Disney+        |
| 2022. június 14.   | 7.   | 12       | 2020. február 21.    | 2020. május 4.    | Disney+        | 2022. június 14.  | Disney+           |                |

## Lásd még
A Csillagok háborúja dátumai

## Fordítás
- Ez a szócikk részben vagy egészben  a   Star Wars: The Clone Wars (2008 TV series) című angol Wikipédia-szócikk ezen változatának fordításán alapul.  Az eredeti cikk szerkesztőit annak laptörténete sorolja fel. Ez a jelzés csupán a megfogalmazás eredetét és a szerzői jogokat jelzi, nem szolgál a cikkben szereplő információk forrásmegjelöléseként.